# Kóstas Patavoúkas
Konstantínos Patavoúkas (en grec : Κωνσταντίνος Παταβούκας), souvent appelé Kóstas Patavoúkas (en grec : Κώστας Παταβούκας), né le 3 février 1966 à Athènes, en Grèce, est un ancien joueur grec de basket-ball. Il évolue au poste de meneur.

## Palmarès
- Champion de Grèce 1998, 1999 (Panathinaikos)
- Vainqueur de l'Euroligue 1996 (Panathinaikos)
- Finaliste du championnat d'Europe 1989